# کاظم پوره
کاظم پوره (زادهٔ ۱۳۴۳ در امیدیه) نوازندهٔ پیانو، ردیف‌دان، آهنگساز، پژوهشگر و نویسندهٔ ایرانی است. وی آثار زیادی در زمینه پیانو ساخته‌است. کتاب موسیقی و ترانه‌های بختیاری، اولین کتاب تخصصی در زمینهٔ شناخت و پژوهش در زمینهٔ موسیقی بختیاری اثر اوست. او این کتاب را در سال ۱۳۸۱ تألیف نمود که در همان سال به عنوان کتاب سال  برگزیده شد.دومین اثر او هویت موسیقی شوشتر است که برای اولین بار به‌طور تخصصی به بررسی موسیقی این خطه می‌پردازد و نت نگاری و آوانوایی تمام گوشه‌های موسیقی شوشتری در آن گنجانده شده‌است.
او دارای مدرک درجه ۲ هنری، معادل فوق لیسانس در رشته نوازندگی پیانو است. وی در سال ۱۳۹۲ دچار سکته مغزی شد که توسط مدیر کل فرهنگ و ارشاد استان خوزستان مورد عیادت و بازدید قرار گرفت.

## کتاب موسیقی و ترانه‌های بختیاری
پوره برای تألیف این کتاب ۱۳ سال به پژوهش و تحقیق در زمینهٔ موسیقی و ترانه‌های بختیاری پرداخت و سرانجام در سال ۱۳۸۱ این کتاب را منتشر کرد. وی انگیزهٔ اصلی برای ورود به عرصهٔ پژوهش را عدم تلاش و فعالیت در زمینهٔ موسیقی استان خوزستان می‌داند. وی برای اولین بار نت نویسی موسیقی بختیاری را به انجام رساند. این کتاب در سال ۱۳۸۱ به عنوان کتاب سال برگزیده شد. همچنین در سال ۱۳۸۵ در تالار ارسباران تهران مراسمی جهت تجلیل از وی بعمل آمد. پرویز مشکاتیان در مورد این کتاب می‌نویسد: "کتابی که در پیش رو دارید حاصل ده سال تلاش عاشق صادقی است که به فرهنگ و تبار خود به احترام نگریسته و می‌نگرد و بی هیچ گونه ادعا پای در راهی نهاده‌است که پیشتر صحبتش رفت. این کتاب بارها مورد تمجید موسیقی دانان بزرگ این مرز و بوم قرار گرفته‌است. به راستی که استاد کاظم پوره را باید ستود. "

## کتاب هویت موسیقی شوشتر
این کتاب پژوهشی جامع در مورد موسیقی شهرستان شوشتر در استان خوزستان است که از هشت فصل تشکیل شده‌است. در این فصول سابقهٔ هنر موسیقی در شوشتر، استادان آواز و نوازندگانِ این شهر، ردیف‌ها، دستگاه‌ها، تصنیف‌ها، نوحه‌ها و نواها مورد پژوهش و بررسی قرار گرفته‌است. پوره نگارش این کتاب را از سال ۱۳۷۲ آغاز کرد. محتوای این کتاب حاصلِ ۲۴ سال تحقیق و پژوهش در حوزهٔ موسیقی شوشتر است.

## انتقاد به موسیقی رپ
وی در مصاحبه‌ای که با یکی از خبرگزاری‌ها انجام داد، بیان کرد که موسیقی رپ را مربوط به جامعهٔ ایران نمی‌داند و به این نوع از موسیقی انتقاد کرد. وی بیان کرد:
«به دلیل نبود شناخت کافی از موسیقی، موسیقی‌های زیرزمینی رشد می‌کند و بیش‌تر آن‌ها از اهواز است. ما موسیقی درستی را به گوش مردم نرسانده‌ایم. معرفی موسیقی سنتی در صدا و سیما باعث گرایش بیش‌تر علاقه‌مندان به این نوع می‌شود.»

1. 
2. 
3. 
4. 
5. 
6. 
7. 
8. 
9. 
10. 
11. 
12. 
13. 
14. 